# خوان رمان
خوان رمان (انگلیسی: Joan Román؛ زادهٔ ۱۸ مهٔ ۱۹۹۳) بازیکن فوتبال اهل اسپانیا است.
از باشگاه‌هایی که در آن بازی کرده‌است می‌توان به باشگاه فوتبال اسپانیول، باشگاه ورزشی ناسیونال، باشگاه فوتبال منچستر سیتی، باشگاه فوتبال بارسلونا بی، باشگاه ورزشی براگا، باشگاه فوتبال ویارئال، و باشگاه فوتبال بارسلونا اشاره کرد.
وی همچنین در تیم ملی فوتبال زیر ۱۶ سال اسپانیا بازی کرده‌است.